# Георгий (Конисский)
Архиепископ Георгий (в миру — Григорий Осипович Конисский; 20 ноября 1717, Нежин, Черниговский полк, Русское царство — 13 (24) февраля 1795, Могилёв, Российская империя) — епископ Русской православной церкви, архиепископ Могилёвский, Мстиславский и Оршанский. Философ, педагог, богослов и общественный деятель Речи Посполитой, а затем Российской империи.
Причислен к лику местночтимых святых Белорусского экзархата Русской православной церкви в 1993 году.
30 ноября 2017 года Архиерейским собором Русской православной церкви было принято решение об общецерковном прославлении святителя Георгия, с установлением празднования памяти 6 августа по новому стилю.

## Семья и образование
Происходил из казацкого старшинного рода Конисских. Отец — Осип Иванович Конисский, сотенный урядник Войска Запорожского, с 1727 года — бургомистр Нежина.
В 1728 году Георгий Конисский поступил в Киевскую духовную академию, полный курс которой окончил в 1743 «с особенною похвалой». В академии изучил латынь, польский, греческий, древнееврейский, немецкий языки, писал стихи.

## Монах и профессор
11 августа 1744 был пострижен в монашество в Киево-Печерской лавре.
В 1744—1746 — проповедник Киево-Печерской лавры.
С 1745 года — учитель пиитики в Киевской духовной академии.
С 1747 года — профессор богословия и философии и префект академии, был рукоположён в сан иеромонаха.
С 1 августа 1751 года — архимандрит Киевского Братского монастыря.
С 30 августа 1752 года — ректор академии.
В 1746 году написал драму «Воскресение мёртвых», сюжет которой был основан на навеянном евангельским сюжетом противопоставлении бессердечного богача и терпеливого бедняка, которые после кончины, попадают, соответственно, в ад и рай. В этой драме присутствует социальная критика, а её тема была актуальна для того времени, когда казацкая старшина захватывала земли у более бедных казаков.

### Философ и богослов
В своих латинских лекциях по философии Георгий (Конисский) демонстрировал знакомство с творчеством мыслителей различных школ и эпох. Он отождествлял созданную Богом природу с материей как с основой всего сущего, считал, что природа «является внутренним принципом действия и будто домом для вещей, а именно: она обусловливает внутренние процессы в вещах и есть не что иное, как материя и форма». Он полагал, что природа, отождествляемая с материей, является принципом движения и покоя: «Если вещи движутся, их движение обусловливает природа; если покоятся, их покой опять-таки обусловливает природа». По его мнению, «материя никогда не может быть ни порождена, ни уничтожена, она сотворена Богом в начале мира, и какая, и в каком количестве сотворена, такая и в таком количестве по сей день остаётся и будет оставаться в будущем».
Георгий (Конисский) рассказывал студентам о достижениях современных ему астрономических исследований, объясняя многие природные феномены естественными причинами, установленными наукой. Верил в силу человеческого разума, хотя и признавал историческую ограниченность познания. Рассматривая проблемы этики, он провозглашал жизнь с предоставленной ею способностью чувствовать первопричиной, условием и естественной основой счастья человека.
В качестве профессора богословия первым среди учёных из Киевской духовной академии изложил богословие в систематическом порядке. По словам митрополита Макария (Булгакова), он «бесспорно превзошёл всех предшественников своих и преемников».
В 1749—1751 году он на латыни написал курс философии в духе последовательного рационализма:
Воля – это активная свободная способность рациональной души, относящаяся к добру и злу, как они представлены разумом. Отсюда ясно, что объектом воли является добро и зло; настоящее же добро наследственно, зло же – то, чего избегают. Другим авторам хочется утверждать объектом воли только добро, а зло – объектом только случайно. Это хорошо, потому что когда отворачиваемся от зла, тогда желаем добра, поскольку само отвращение и избежание зла есть добро… Активное (хотение воли) подразделяется на абсолютное и условное. Первое создаёт свой объект без какого-либо отношения к другому и без всякого условия – таким является желание, которым Бог сотворил мир. Условным есть то желание, которое не создаёт свой объект, если вначале не даётся условие. Таким является желание Христа определить весь человеческий род после падения к вечной жизни. Оно содержит в себе условие: если все поверят во Христа и будут хорошо жить».

## Архиерей

### Годы служения в Речи Посполитой
20 августа 1755 года хиротонисан во епископа Могилёвского. Чин хиротонии совершили митрополит Киевский Тимофей (Щербацкий), епископ Черниговский Ираклий (Комаровский) и епископ Переяславский Иоанн (Козлович).
Его епархия находилась на территории Речи Посполитой, где даже униаты (равно как и протестанты) подвергались дискриминации, а православные находились вообще вне закона. Боролся за равенство прав подданных Речи Посполитой, принадлежавших к различным конфессиям. Заботился о просвещении подведомственному ему духовенства с тем, чтобы оно способствовало повышению образовательного уровня своей паствы. В 1757 году он открыл в Могилёве духовную семинарию и организовал типографию при архиепископском доме. Много позднее, уже после присоединения восточной Белоруссии к России, в 1780 году семинария была реорганизована, в ней открылись классы богословских и философских наук; в 1785 году был построен новый двухэтажный учебный корпус.
Активность владыки Георгия встречала неприятие со стороны части католической шляхты. Летом 1759 года во время богослужения в храме в Орше его изгнали из церкви, заставили укрыться в монастыре, который после этого был осаждён толпой, намеревавшейся убить епископа. Ему удалось тайно выбраться из монастыря в крестьянской телеге, покрытой сверху навозом. В 1760 на архиерейский дом и семинарию было совершено нападение, в результате которого несколько семинаристов были ранены, а епископ нашёл убежище в подвале.
В 1762 году епископ Георгий (Конисский) присутствовал в Москве на коронации Екатерины II, где просил русскую императрицу оказать помощь православным на территории Польши. В 1765 году выступил с яркой речью в защиту православных перед новым польским королём и великим князем литовским Станиславом Понятовским. Направил правительству Речи Посполитой записку о положении православных во всех западно-русских епархиях. В своей деятельности опирался на многочисленные исторические документы и юридические акты, определявшие права православных верующих на польской территории.
Формально не являясь лидером Слуцкой конфедерации, стал одним из её фактических руководителей и, действуя при поддержке российских властей (арестовавших нескольких ультракатолических лидеров) и в союзе с протестантами, добился на сейме 1767—1768 годов уравнения во многих правах римокатоликов, униатов, православных и протестантов и признания православных диссидентами. Впрочем, Барская конфедерация Речи Посполитой не признала этих решений, и в условиях разразившейся гражданской войны епископ Георгий был вынужден уехать на российскую территорию (в Смоленск), вернувшись в Могилёв лишь после первого раздела Речи Посполитой в 1772 году.

### Служение в России
В результате первого раздела Речи Посполитой восточная часть Великого Княжества Литовского была присоединена к России, и владыка Георгий стал именоваться епископом Могилёвским, Мстиславским и Оршанским.
В 1780 он заложил в Могилёве храм во имя праведного Иосифа в присутствии императрицы Екатерины II и австрийского императора Иосифа II. Тогда же добился от Екатерины II издания указа, разрешающего переход униатского прихода в православие в том случае, если в униатском приходе вакантно священническое место. В течение трёх последующих лет к православию присоединились 112 578 униатов. При этом епископ Георгий нашёл способ обойти указ императрицы, ограничивавший переход униатов в православие, — в том случае, если униатский священник симпатизировал православным, епископ сначала присоединял его к православию. А так как в результате униатский приход становился вакантным, то после этого появлялась возможность присоединить к православию и прихожан. 22 сентября 1783 он был возведён в сан архиепископа и назначен членом Святейшего Синода.
В 1784 предложил проект создания православной епархии в Польше с центром в Слуцке и рекомендовал на пост её правящего архиерея своего давнего сотрудника игумена Виктора (Садковского), долгое время руководившего Могилёвской духовной семинарией. В 1785 предложения владыки Георгия были приняты, что укрепило позиции православных в Польше.
Автор ряда книг, наибольшую известность среди которых получило руководство для священников «О должностях пресвитеров приходских», выдержавшее при его жизни четыре издания. Был собирателем литературных памятников, его личная библиотека насчитывала 1269 книг и 241 экземпляр рукописей и документов.
С его именем долгое время связывалось историческое сочинение «История русов», однако современная историческая наука опровергает его авторство.

## Проповедник
Был известен как выдающийся проповедник, резко критиковавший человеческие пороки и затрагивавший в своих проповедях острые социальные проблемы: 

Суды хотя носят имя алтарей неприкосновенных, именуются прибежищем и покровительством обидимых, престолом Самого Бога, но в них нередко прибегающий находит совет нечестивых, седалище грабителей. Законы же хотя сами по себе священны и справедливы, однако и они в сих седалищах нередко истязания терпят, когда подъятыми на неправду, как струна пыточная натягиваются.

Резко критиковал грехи не только светских, но и духовных лиц, в том числе и нерадивых священников, не желающих проповедовать своей пастве («немых псов, не могущих лаяти, любящих дремати»), и лицемерных монашествующих («обещавшихся с клятвою постническое житие вести, больше прочих и жрём, и празднуем»). По словам А. С. Пушкина (считавшего владыку «одним из самых достопамятных мужей» XVIII столетия), 

проповеди Георгия просты, и даже несколько грубы, как поучения старцев первоначальных; но их искренность увлекательна. Политические речи его имеют большое достоинство.

## Эпитафия
Был похоронен в Спасской церкви Могилёва, которая была при нём достроена и освящена. Над его могилой была прибита медная доска с эпитафией, составленной самим архиепископом:
Колыбель — Нежин, Киев мой учитель,
Я в тридцать восемь лет назван: Святитель.
Семнадцать лет боролся я с волками.
А двадцать два, как Пастырь, отдохнул с овцами.
За претерпенные труды и непогоду
Архиепископом и Членом стал Синоду,
Георгий именем, я из Конисских дому,
Коню подобен был я почтовому.
Тут трупа моего зарыты кости.
В год семисотый пятый девяностый.
(Цитируется по книге: Булгаков М., священник. Преосвященный Георгий Конисский. Минск, 2000. С. 505. Существуют и другие, несколько отличающиеся по стилистике, варианты этой эпитафии).

## Память об архиепископе Георгии

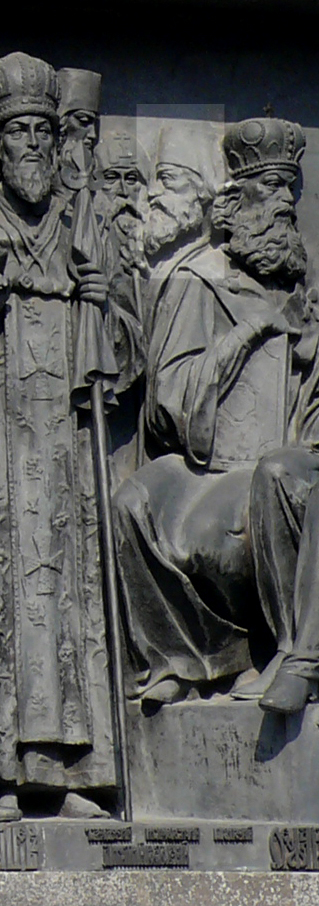
Георгий Конисский на Памятнике «1000-летие России» в Великом Новгороде

Владыка Георгий в числе других выдающихся исторических личностей изображён на барельефе памятника 1000-летия России, возведённого в Новгороде в 1862 году.
В честь его названа одноимённой улица в Могилёве
В августе 2021 года в Могилёве около верхней площадки лестницы, ведущей в парк Подниколье, состоялась церемония закладки памятника Георгию Конисскому.

## Канонизация
Материалы для канонизации Георгия Конисского, которые представил митрополит Минский и Гродненский Филарет Минский, дважды (20—21 февраля 1992 и 21—22 января 1993 года) были рассмотрены в Москве Синодальной комиссией по канонизации святых Русской православной церкви. На обоих заседаниях комиссией было принято решение не прославлять святителя в связи с недостаточностью поданных материалов.
На одиннадцатом заседании комиссии 21—22 января 1993 года было принято решение просить архиепископа Могилёвского и Мстиславского Максима продолжить изучение материалов об архиепископе Георгии. После этого дополнительные материалы с 1993 по 1999 год в комиссию не поступали.
Определением Синода Белорусского экзархата Русской православной церкви в Минске 6 августа 1993 года архиепископ Георгий (Конисский) причислен к лику местночтимых святых. Ему составлены служба и акафист.

## Труды
- Права и вольности жителей, греко-восточную веру исповедующих в Польше и Литве. 1767.
- Исторические известия о епархии Могилёвской. 1775.
- О должностях пресвитеров приходских (руководство приходскому духовенству). 1776.
- Записки о том, что в России до конца XVII столетия не было никакой унии с Римской Церковью // Чтения в обществе истории и древностей Российских, 1847, № 8.
- О воскресении мёртвых (трагедия), интермедии. // Древняя и Новая Россия, 1878, ч. III.
- Слова и речи. Могилёв, 1892.

Также долгое время ему приписывался трактат История русов или Малой России (1817).